# Carl-Oscar Agell

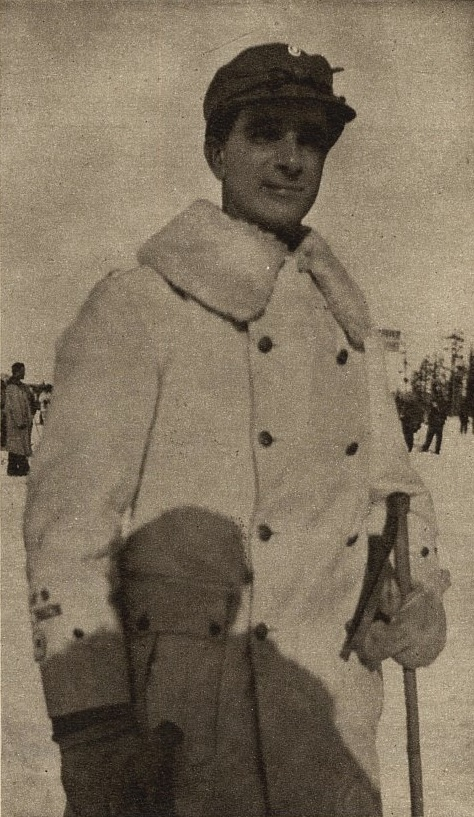
Carl-Oscar Agell under vinterkriget 1940.

Carl-Oscar Agell, född 29 augusti 1894 i Hjo, död 12 oktober 1983 i Uppsala domkyrkoförsamling, var en svensk militär (överste). 
Agell blev kapten 1930, major 1937, överstelöjtnant 1940, överste och chef för Jämtlands fältjägarregemente 1942, Östersund. Han blev senare överste vid Fo 41 i Norrköping. Agell var verksam vid svenska neutrala övervakningskommissionen i Korea 1954-1955, där var han utnämnd till generalmajor.

## Utmärkelser
- Kommendör av första klassen av Svärdsorden (15 november 1949)[2]